# Sotníkovo
Sotníkovo (en rus: Сотниково) és un poble de l'óblast de Vólogda, a Rússia, que el 2002 tenia 60 habitants. Pertany al districte rural de Veliki Ústiug.